# Ň
Ň, ň — літера чеського, словацького та туркменського алфавітів. Вона утворена від латинського N з додаванням гачека і слідує за звичайним N в алфавіті. Ňň знаходяться в кодових точках Unicode U+0147 і U+0148 відповідно.

## /ɲ/
У чеській та словацькій мовах ň позначає /ɲ/, піднебінний носовий, як в англійській мові canyon. Таким чином, воно виконує ту ж функцію, що й албанська та сербохорватська nj / њ, французька й італійська gn, каталонська й угорська ny, польська ń, окситанська й португальська nh, галицька й іспанська ń та білоруська, російська й українська нь.
У 19 столітті він використовувався хорватською для того самого звуку.
Словацькою мовою ne вимовляється ňe. Чеською мовою цей склад пишеться ně. Чеською та словацькою мовами ni вимовляється ňi . У російській, українській та подібних мовах м’які голосні (е, и, ё, ю, я) також змінюють у вимові попереднє н на нь.

## /ŋ/
У туркменській мові ň позначає звук /ŋ/, велярний носовий, як в англійській thi ng . У туркменській кирилиці це відповідає літері Ң. У яналіфі це відповідає літері Ꞑ . В інших тюркських мовах з велярним носом йому відповідає літера Ñ.
Вона також використовується в південній курдській для позначення того ж звуку.

## Обчислювальний код
| Символ                      | Ň                                 | Ň                                 | ň                               | ň                               |
| --------------------------- | --------------------------------- | --------------------------------- | ------------------------------- | ------------------------------- |
| Unicode name                | LATIN CAPITAL LETTER N WITH CARON | LATIN CAPITAL LETTER N WITH CARON | LATIN SMALL LETTER N WITH CARON | LATIN SMALL LETTER N WITH CARON |
| Encodings                   | decimal                           | hex                               | decimal                         | hex                             |
| Unicode                     | 327                               | U+0147                            | 328                             | U+0148                          |
| UTF-8                       | 197 135                           | C5 87                             | 197 136                         | C5 88                           |
| Числове позначення символів | &#327;                            | &#x147;                           | &#328;                          | &#x148;                         |